# Niederhelfenschwil
Niederhelfenschwil är en ort och kommun i distriktet Wil i kantonen Sankt Gallen, Schweiz. Kommunen har 3 256 invånare (2023).
Kommunen består av orterna Niederhelfenschwil, Lenggenwil och Zuckenriet.